# وست هنینگ‌فیلد
وست هننینگفیلد (به انگلیسی: West Hanningfield) یک روستا و محله مدنی در بریتانیا است که در Chelmsford واقع شده‌است.